# 波多野裕介
波多野 裕介（はたの ゆうすけ、Yusuke Hatano、1986年2月12日 - ）は、香港在住の作曲家、編曲家、ピアニスト。映画のサウンドトラック、ゲーム音楽などを手掛けている。

## 経歴
アメリカ合衆国ニュージャージー州で生まれ、現地の小学校へ通学し、郊外の自然に囲まれた環境で育つ。10歳で日本に移り、愛知県名古屋市で過ごす。16歳の高校1年生の時、マレーシアのジョホールバルへ引っ越し、シンガポールのインターナショナル高校へ通った。1年半後の高校2年生にシンガポールに移り、高校を卒業後はオーストラリアのブリスベンにあるクイーンズランド大学に進学する。大学入学時は、数学科で統計学の学位をとり始めたが、音楽への情熱を捨てきれず作曲家を志し、音楽学部作曲科に編入した。高校時代、約70カ国の生徒が通学するインターナショナル高校に在学中、学校の音楽担当の教師より、音での表現に対して強い影響を受け、当時より音楽を学びたいという希望を持つようになった。また、学校の学園祭のような催しではピアノや曲作りを担当することも多く、高校で世界の多様な音楽に触れることが出来た環境も、作曲家を志すきっかけとなった。クイーンズランド大学作曲科在学中には、自身が作曲したクラシック曲「Oriental Isolation(東洋の孤独)」がオーストラリアで権威あるパーシーブレアメモリアル賞を受賞した。
香港へ移住後は、キーボード、ピアノ演奏の他、若手の新鋭映画監督が手掛ける作品のサウンドトラックを担当するようになった。2014年にマカオでの短編映画「GOOD TAKE！」の音楽を担当。2015年には香港でヒットしたバドミントンを題材にしたコメディ映画『全力スマッシュ』のサウンドトラック及び主題曲を作曲。『全力スマッシュ』は、大阪アジアン映画祭でベストフィルム賞を受賞し、「波多野の作曲した音楽は映画作品をさらに魅力を持たせるような貢献をしている」と評価された。
2016年には、中国で有名な作品である『ソウルメイト/七月と安生』をはじめ、香港で『ダブル・サスペクト 疑惑の潜入捜査官』『Happiness/幸運是我』『誰がための日々』の各映画作品のサウンドトラックを手掛けた。同年に、台湾のゲームアプリ「時空之門」の音楽を作曲した。
2017年の香港映画金像奨では、『誰がための日々』と香港の作曲家ピーター・カムとの共作である『ソウルメイト/七月と安生』のサウンドトラックがオリジナル作曲賞にノミネートされ、『ソウルメイト/七月と安生』は最優秀賞を受賞している。『Happiness/幸運是我』の挿入歌として作詞作曲し自ら歌った「Better Tomorrow」はオリジナル歌曲賞にノミネートされた。
2023年　自身初のライブツアーを日本３都市で実施し無事成功させる。
2023.2.25 名古屋COTAN
2023.3.4 大阪梅田Always
2023.3.12 東京赤坂MZES(2ステージ)

作曲の他、ポップアルバム多数の編曲を手掛けている。香港、マカオでのコンサートや音楽番組において、ピアニストとして参加している。現在香港音楽業界でこれからの活躍を期待されている作曲家である。

## 人物
使用する言語は、英語、日本語、広東語、中国語。アメリカ合衆国生まれであるが、父親が京都市出身であるため、自身も京都市に本籍を持つ。

## 映画音楽
| Film Title                                 | 映画名                                             | 年   |
| ------------------------------------------ | -------------------------------------------------- | ---- |
| The Moon Theives                           | 盗月者                                             | 2024 |
| Talk to me                                 | Talk to me                                         | 2023 |
| One more chance                            | 别叫我“赌神”                                       | 2023 |
| Shin Jie                                   | 信者                                               | 2021 |
| Dynasty Warriors                           | 映画 真・三國無双                                  | 2021 |
| Monster Run                                | モンスターランナー 怪物大戦争                      | 2020 |
| Legally Declared Dead                      | 死因無可疑                                         | 2020 |
| Knockout                                   | 我們永不言棄                                       | 2020 |
| Fagara                                     | 花椒の味                                           | 2019 |
| Someone In The Clouds                      | 真愛神出來                                         | 2019 |
| Line Walker 2                              | インビジブル・スパイ                               | 2019 |
| The Knight of Shadows:Between Yin and Yang | ナイト・オブ・シャドー 魔法拳（挿入歌 TwinFlame）  | 2019 |
| The Knight of Shadows:Between Yin and Yang | ナイト・オブ・シャドー 魔法拳（挿入歌 一起笑出来） | 2019 |
| The Great Detective                        | 大侦探霍桑                                         | 2019 |
| Wu Kong                                    | 悟空伝（挿入歌 紫）                                | 2017 |
| In Your Dreams                             | 青春の名のもとに                                   | 2017 |
| Zombiolozy:Enjoy Yourself Tonight          | ラン・アウェイ 香港脱出                            | 2017 |
| Mad World                                  | 誰がための日々                                     | 2017 |
| Soul Mate                                  | ソウルメイト/七月と安生                            | 2016 |
| Happiness                                  | 幸運是我                                           | 2016 |
| Line Walker                                | ダブル・サスペクト 疑惑の潜入捜査官                | 2016 |
| Full Strike                                | 全力スマッシュ                                     | 2015 |
| GOOD TAKE!: Cement                         | GOOD TAKE!: 水泥                                   | 2014 |
| GOOD TAKE!:The Banquet                     | GOOD TAKE!: 囍宴                                   | 2014 |
| GOOD TAKE!: GOOD TAKE                      | GOOD TAKE!: GOOD TAKE                              | 2014 |
| Hardcore Comedy: Shocking Wet Dreams       | 重口味：驚嘩春夢                                   | 2013 |

## その他
| 内容                                          | 担当ｂ     | 年   |
| --------------------------------------------- | ---------- | ---- |
| 百事可乐(ペプシコーラ) ショートフィルム       | 作曲・編曲 | 2019 |
| 百事可乐(ペプシコーラ) ショートフィルム       | 作曲       | 2018 |
| 百事可乐(ペプシコーラ) ショートフィルム挿入歌 | 作曲・編曲 | 2018 |
| ゲーム音楽 時空之門                           | 作曲       | 2016 |

## ポップアルバム
(In Order of Starting Year of Affiliation)
| アーティスト                                                                   | 年   | 担当                                  |
| ------------------------------------------------------------------------------ | ---- | ------------------------------------- |
| 江海迦                                                                         | 2023 | MIZU 編曲                             |
| 楊千嬅                                                                         | 2022 | 上善如酒 編曲                         |
| 麗英                                                                           | 2022 | 東京夢遊（日詞）作詞                  |
| The Hertz                                                                      | 2022 | 末世情書 編曲                         |
| 薛凱琪                                                                         | 2021 | 哥本哈根的另一個我 編曲               |
| 薛凱琪                                                                         | 2021 | 迷路天才 編曲                         |
| 葉巧琳                                                                         | 2021 | 浸浴 作編曲                           |
| 葉巧琳                                                                         | 2021 | 怪物（心獸 Version） 編曲             |
| 江海迦                                                                         | 2021 | CityPop 編曲                          |
| MC張天賦                                                                       | 2021 | 反對無效 編曲                         |
| 葉巧琳、張進翹                                                                 | 2021 | 心獸（怪物 Version）編曲              |
| 莫文蔚                                                                         | 2021 | 戀一世的愛 編曲                       |
| 黃淑蔓                                                                         | 2020 | 猜猜我是誰 編曲                       |
| 張靚穎                                                                         | 2019 | 雙生焰 編曲                           |
| 喬杉 / 成龍、蔡徐坤                                                            | 2019 | 一起笑出来 作編曲                     |
| 容祖兒                                                                         | 2019 | 一種永遠 編曲                         |
| 田蕊妮                                                                         | 2019 | Simple Love Song 編曲                 |
| 江海迦                                                                         | 2019 | Everyday 編曲                         |
| 周殷廷                                                                         | 2017 | 愛與罪 編曲                           |
| 蔡健雅                                                                         | 2017 | 紫 作曲                               |
| 張繼聰、白只                                                                   | 2017 | "雙截龍" 作編曲                       |
| AGA                                                                            | 2017 | Arranger for 3AM                      |
| 陳慧敏                                                                         | 2015 | Arranger for 完場曲                   |
| 何超儀、鄭伊健、梁漢文、邵音音、劉浩龍、林敏驄、郭偉亮、葉佩雯、郭子健、黃智亨 | 2015 | 映画全力スマッシュの主題歌 "全力扣殺" |
| 洪卓立                                                                         | 2015 | Composer and Arranger for 黑心King    |
| 陳慧敏                                                                         | 2015 | Arranger for 完場曲                   |
| AGA                                                                            | 2013 | Arranger for 一釐米                   |

## ノミネート・受賞
| 年     | アワード             | 賞                       | 映画名                                     | 歌曲              |
| ------ | -------------------- | ------------------------ | ------------------------------------------ | ----------------- |
| 2020年 | 第39屆香港電影金像奨 | Best Original Film Song  | 《花椒の味》                               |                   |
| 2017年 | 第36屆香港電影金像奨 | Best Original Film Song  | 《幸運是我》                               | “Better Tomorrow” |
| 2017年 | 第36屆香港電影金像奨 | Best Original Film Music | 《誰がための日々》                         |                   |
| 2017年 | 第36屆香港電影金像奨 | Best Original Film Music | 《ソウルメイト/七月と安生》 ＊最優秀賞受賞 |                   |
| 2017年 | 第11屆亞洲電影大奨   | Best Original Film Music | 《ソウルメイト/七月と安生》                |                   |